# Wiens universitet
Wiens universitet (tyska: Universität Wien [uni.vɛʁ.ziˈteːt viːn]; inofficiellt Univie i österrikisk folkmun) är ett offentligt forskningsuniversitet i den österrikiska huvudstaden Wien sedan 1365. Som ett av Europas äldsta universitet, har den idag en viktig akademisk och historisk betydelse. Idag erbjuder universitetet 184 olika program till sina drygt 88 900 inskriva studenter, varav 63% kvinnor. Många kända nobelpristagare, alumner och professorer har studerat eller verkat vid universitetet.

## Historia
Universitetet grundades den 12 mars 1365 av hertig Rudolf IV, och därav dess latinska namn. Det är Centraleuropas tredje äldsta universitet, efter Karlsuniversitetet i Prag och Jagellonska universitetet i Kraków.
År 1365 framställde Rudolf IV ett dokument, som bad om tillåtelse att upprätta ett universitet, där man skulle kunna uppnå en doktorsgrad, efter modell från Paris universitet. Dessvärre ville påven Urban V inte godkänna detta, speciellt med avseende på teologifakulteten, förmodligen på grund av press från Karl IV som önskade slippa konkurrens till Karlsuniversitetet. Medgivandet kom dock från påven 1384 och Wiens universitet kunde komma igång på allvar 1385.
Den nuvarande huvudbyggnaden på Ringstraße byggdes mellan 1877 och 1884 av Heinrich von Ferstel. Den tidigare huvudbyggnaden låg nära Stubentor på Ignaz-Seipel- Platz - numera finns där den gamla universitetskyrkan (Universitätskirche) och den österrikiska vetenskapsakademin (Österreichische Akademie der Wissenschaften).

## Kvinnor
Kvinnor blev fullvärdiga studenter från 1897, även om deras studiemöjligheter var begränsade till den filosofiska fakulteten. De återstående fakulterna följde gradvis efter, även om det på sina håll tog lång tid: medicin 1900, juridik 1919, protestantisk teologi 1923 och slutligen katolsk teologi 1946. Åtta år efter att den första kvinnliga studenten skrevs in blev Elise Richter den första kvinnan som mottog habilitation (graden efter doktorsgrad) och blev professor i romanska språk 1905. Hon var alltså den första kvinnliga professorn.

## Kända personer
En rad professorer från Wiens universitet har mottagit Nobelpris. Detta gäller Robert Bárány (medicin 1913), Julius Wagner-Jauregg (medicin 1927), Hans Fischer (kemi 1930), Karl Landsteiner (medicin 1930), Erwin Schrödinger (fysik 1933), Victor Franz Hess (fysik 1936), Otto Loewi (medicin 1936), Konrad Lorenz (medicin 1973) och Friedrich August von Hayek (ekonomi 1974).